# Interoute
Interoute ist ein Telekommunikationsanbieter und Inhaber eines europaweiten Sprach- und Datennetzwerks.
Interoute beschäftigt sich mit dem Management geschäftskritischer Infrastrukturen. Dazu gehören dedizierte Hostinglösungen und Netzdienste. Das eigene Next Generation Network nutzt das Unternehmen zur technologieunabhängigen Standortvernetzung, für VoIP und Cloud Services. Letztere sind hauptsächlich als Video as a Service und Infrastructure as a Service erhältlich. Eigentümer von Interoute ist die Sandoz-Familienstiftung.

## Das Unternehmen
Interoute operiert europaweit und bietet seinen Geschäftskunden ICT-Lösungen an. Das Unternehmen betreibt 24 Metropolitan Area Networks (MAN) in europäischen Großstädten und kooperiert dabei mit lokalen Netzbetreibern. In Deutschland unterhält Interoute MANs in Berlin, Düsseldorf, Frankfurt, Hamburg, München und Stuttgart. Hier arbeitet das Unternehmen unter dem Namen Interoute Germany GmbH. In Österreich und der Schweiz ist das Unternehmen mit MANs in Wien, Meyrin und Zürich vertreten. Für Kunden aus dem Bankensektor betreibt Interoute über sein Netzwerk automatisierten Handel. Neuerdings Positionierung als Cloud-Anbieter mit Videokonferenz-Diensten und virtuellem Rechenzentrum.

## Geschichte
1995
- Gründung als Telekommunikationsanbieter

2000–2002
- Umstrukturierung zum Netz- und Dienstebetreiber
- Übernahme von Virtue Media schafft Grundlage für das CDN des Anbieters

2005
- Dubai Holding investiert € 120 Millionen in das Unternehmen
- Übernahme von PSINet Europe und VIA Net.works

2007
- Übernahme von 51 degrees  in London und PI.SE in Schweden

2008
- 6. Unterseekabel-Landestation verbindet die Insel Malta mit dem Netzwerk

2009
- Anschluss von Tunesien, Ost- und Südafrika über Unterseekabel an Interoutes Netzwerk

2010
- Anschluss der Türkei an Interoutes Netzwerk

2011
- Übernahme von KPN deutschem Glasfasernetz
- Übernahme des schwedischen Videokonferenz-Anbieters VCG

2012
- Anschluss von Israel  an Interoutes Netzwerk

2013
- Einführung eines CloudStore-Angebotes. Zweiter Baustein, neben Virtual Data Centre und dem Netzwerk für die europäische Cloud Services Plattform
- Die Süddeutsche Zeitung enthüllt, dass Interoute unter dem Codenamen „Streetcar“ der britischen Regierungsbehörde GCHQ half, Daten ihrer Kunden für das Tempora-Programm zu übermitteln.[1]

2018
- GTT Communications Inc. (GTT) erwirbt Interoute für US$ 2,3 Milliarden[2]

## Infrastruktur
- 67.000 Kilometer langes Glasfasernetz in Europa mit Präsenz in Dubai, Nordafrika und Anbindung an die USA sowie den Nahen Osten.
- 12 Rechenzentren in europäischen Großstädten
- Netzwerk verbindet 100 Städte in 29 Ländern
- Deutsche Niederlassungen in Kleinmachnow bei Berlin, Düsseldorf, Hamburg, Frankfurt und Ismaning bei München.

## Kunden
Zu den Kunden gehören nationale und internationale Unternehmen wie Bayer, BMW, Deutsche Post, Nintendo, Rossmann, Sony Music und Vodafone. Auch die deutsche Bundeswehr zählt zu den Kunden.